# Punta Cardón
Punta Cardón es actualmente una ciudad, ubicada al suroeste de la península de Paraguaná y pertenece a la Parroquia Punta Cardón del municipio Carirubana del estado Falcón. Es uno de los sectores más antiguos de Paraguaná y del estado Falcón, teniendo incluso más años de fundado que la ciudad de Punto Fijo.

## Economía
- Pesca artesanal (economía inicial y conservada hasta la actualidad)
- Industria petrolera (Refinería Cardón)
- Zona Libre de Paraguaná (centros comerciales y comercio)
- Terminal de pasajeros

## Geografía

### Suelo
Tiene una superficie de 114 km² y en sus costas una longitud de 25 km, tienen asiento el puerto internacional de Guaranao y el grupo de muelles que forman la instalación portuaria de la Refinería Cardón del Centro de Refinación Paraguaná (CRP).

### Linderos
Por el norte linda con la Parroquia Urbana Carirubana en una longitud de 14 km desde el Puerto Internacional de Guaranao, rumbo al noreste, por el cauce del Parque metropolitano Laguna de Guaranao hasta un sitio fijado al norte del caserío La Trinidad.
Por el este linda con la Parroquia Santa Ana en una longitud de 13 km desde el sitio fijado al norte del caserío La Trinidad, rumbo al sur, en línea recta hasta Punta Matacán en la ribera del Golfete de Coro.
Por el Sur linda con las riberas del Golfete de Coro en una longitud de 17 km desde Punta Matacán, rumbo al oeste, hasta la puntica de Punta Cardón.
Por el oeste linda de las riberas del golfo de Venezuela en una longitud de 7 km desde la puntica de Punta Cardón, rumbo al norte, hasta el Puerto Internacional de Guaranao.

## Aspecto general
En la parroquia Punta Cardón el 95% de la población es urbana, esto significa que la mayoría de sus habitantes sino en grado óptimo como en el caso de la Comunidad Cardón Maraven recibe a un nivel de eficiencia de los servicios necesarios en una colectividad de este tipo.
Balnearios
- Playa La Barra, Punta Cardón Al Suroeste de la Península. Punta Cardón. Estado Falcón. (Geográficamente conocida como el mentón de la Península de Paraguaná)

- Playa Manaure Maraven. Comunidad Cardón-Estado Falcón.

- Playa Miramar Maraven. Comunidad Cardón-Estado Falcón.

- Playa Náutico. Comunidad Cardón, Estado Falcón.

### Clima
La presencia permanente de los vientos alisios, sin dificultad para su desplazamiento, definen la escasez de la lluvia, promediada en 800 mm, sobre todo a finales de año. La Temperatura media anual es de 27,8 °C.

## Situación y conformación política
Situado en el oeste y sudoeste del Municipio Autónomo Carirubana, la Parroquia Urbana Punta Cardón está conformada poblacionalmente por la ciudad de Punta Cardón, sus centros suburbanos de urbanización Manaure, la Comunidad Maraven, el barrio Las Margaritas y los caseríos rurales de Tiguadare, La Concha, El Cardón, La Esperanza, San Ramón, San Antonio, San Joaquín, Caujarito, La Trinidad, Bomba Carora, El Taparo y Bella Vista.

## Población y Sectores que la conforman
Es importante resaltar que la Parroquia Punta Cardón ha tenido muchas modificaciones, antes se describía como Municipio Punta Cardón, con el tiempo pasó a ser una de las parroquias del Municipio Carirubana lo se pudo deducir desde cuando era Municipio Punta Cardón, fue creado en el año de 1884 y por lo tanto en el segundo censo nacional de 1881 aparece englobada su población al Municipio Los Taques. 
Es a partir del censo de 1924 cuando empieza a figurar como Municipio con el siguiente movimiento Demográfico:
- Año 1924: 1.047 hab.
- Año 1936: 3.463 hab.
- Año 1941: 4.953 hab.
- Año 1950: 7.034 hab.
- Año 1961: 17.404 hab.
- Año 1971: 18.182 hab.
- Año 1981: 30.392 hab.
- Año 1983: 34.138 hab.
- Año 2010: 75.041 hab.[2]

El Municipio Punta Cardón ha sufrido modificaciones, hasta llegar en la actualidad a Parroquia Punta Cardón y forma parte del Municipio Carirubana con 75.041 habitantes para el 2010 lo que no es una cifra exacta ya que la población se encuentra en constante crecimiento.

### Sectores que la conforman
PUNTA CARDÓN (Capital de la Parroquia)
- Barrio 23 de Enero (de Punta Cardón)
- Barrio Santa Rosa
- Caujarito
- Cuaco
- Parcelamiento San Rafael
- Parcelamiento Niño Diego
- Parcelas Caracas
- Playa Punta de La Barra
- Playa Punta de Piedra
- Refinería Cardón
- Relleno Sanitario
- Sector Antonio Evaristo Arcaya
- Sector El Estadium
- Sector El Milagro
- Sector La Candelaria
- Sector La Concha
- Sector La Puntica
- Sector Las Maravillas
- Sector Los Rosales
- Sector Nuevo Amanecer
- Sector Pedro León López
- Sector Provijolchi
- Urb. Brisa Mar
- Urb. Libertador
- Urb. Simón González (Viviendas Rurales)

Puerta Maraven (también perteneciente a la Parroquia)
- CIED PDVSA
- Distribuidor Bolívar
- Res. Iberia
- Terminal de Pasajeros
- Urb. Campo Claro
- Urb. Charaima
- Urb. Chiguagua
- Urb. El Placer
- Urb. El Señorial
- Urb. España
- Urb. La Puerta
- Urb. Las Mercedes
- Urb. Los Corales
- Urb. Los Rosales
- Urb. Manaure
- Urb. Maracardón
- Urb. Maraquiva
- Urb. Matapalos
- Urb. Las Américas (Calle Mamporal con Tocuyo)
- Urb. Pedro Manuel Arcaya
- Urb. Sabana (I, II, III, IV)
- Urb. Santa Teresa
- Villa Cristina
- Villa Las Palmas

Comunidad Cardón (también perteneciente a la Parroquia)
- PDVSA La Estancia
- Playa del Club Manaure
- Playa del Club Miramar
- Playa del Club Náutico
- Puerto de Guaranao
- Residencias Club de Golf
- Sector El Estadio
- Sector Seis Tanques
- Sede Cardón
- Seniat Las Piedras – Guaranao
- UBV
- Urb. Las Virtudes
- Conjunto Residencial Balcones de Paraguaná I
- Conjunto Residencial Balcones de Paraguaná II
- Urb. Zarabón (I y II)
- Yaima (1, 2, 3)

Las Margaritas (también perteneciente a la Parroquia)
- Barrio La Rosa
- Barrio Las Margaritas
- Barrio Modelo
- Las Esmeraldas
- Parcelamiento Jardín
- Planta Eléctrica
- Urb. Cumbres de Guaranao
- Urb. Las Margaritas – Sector 1 y 2
- Urb. Los Caciques
- Urb. Los Cactus
- Urb. Los Cardones
- Zona Franca Industrial de Paraguaná

El Cardón (también perteneciente a la Parroquia)
- Ciudad Federación
- Bomba Carora
- Colonias de El Cardón
- Distribuidor El Sabino
- Estación de Bombeo Trifurcación
- Hipódromo de Paraguaná
- Hospital Calles Sierra
- Sector Francisco de Miranda I y II
- Sector Hato Nuevo (Sambil Paraguaná)
- Sector José Leonardo Chirino
- Sector Las Adjuntas
- Sector Ramón Vera
- Sector Universitario
- Tiguadare
- Unefm
- Universidad del Zulia
- Urb. María Auxiliadora
- Urb. Vista Marina
- Urb. Santa Ana
- Villa Cardón

Parte de Santa Elena y El Taparo (también perteneciente a la Parroquia)
- Cerro Arajo (Parte del,)
- Granja Imperio
- La Galera
- Los Bohíos de Manuel
- Urb. Las Galeras
- Zona Industrial La Galera
- El Taparo

```
                       (Fuente: Planos Alcaldía de Carirubana 2011)
```

## Monumentos, Comercio, Industrias, Centros Educativos más destacados de la Parroquia Punta Cardón
- Ateneo de Punta Cardón

Nace el 16 de abril de 1980 con el objeto de promover, desarrollar, dirigir y difundir la actividad cultural en la comunidad de Punta Cardón.
Desde 1986 perfila su trabajo en la formación de niños y jóvenes, involucrándolos al quehacer cultural del pueblo e introduciéndolos al conocimiento de nuestras expresiones populares: música, danza, pintura, artesanía, poesía, teatro, arte culinario, mitos, leyendas y personajes populares que representan el sentir de una comunidad que busca siempre el fortalecimiento de nuestra verdadera esencia e identidad local y regional.Lleva el nombre de Eudes Navas Soto, literato y multifacético de las artes, quien a pesar de haber nacido en la ciudad de Coro un 4 de febrero de 1940, adoptó a Punta Cardón como su segundo hogar luego haber vivido su infancia allí tras la venida de sus familiares, que como muchos también fueron atraídos por el boom petrolero de la época. Con el transcurso de los años, el Ateneo se ha ido deteriorando a tal punto de quedar totalmente inoperable y abandonada, gracias al descuido y los maleantes. En el año 2022, el gobernador del estado Falcón Victor Clark, renovo el Ateneo de Punta Cardón, incluyendo también un campo de baloncesto y fútbol sala, un dojo de karate, una pequeña plaza y un parque infantil. Actualmente, es uno de los sitios más populares y más visitados de Punta Cardón.
- Centros Universitarios: Universidad Bolivariana de Venezuela, UNA, UNEFA, UDEFA, UNEF, LUZ Punto Fijo
- Terminal de Pasajeros
- CIED Pdvsa
- Refinería Cardón
- Zona Franca Industrial de Paraguaná
- Sambil Paraguaná
- C. C. R. Las Virtudes
- Puerto de Guaranao
- Seniat Las Piedras
- Hospital "Dr. Rafael Calles Sierra"
- Hospital Cardón

## Devociones
Punta Cardón tiene una relación muy fervorosa con Nuestra Señora de la Candelaria, a través de la construcción de la primera capilla, en 1904, por iniciativa de Marcelino Sánchez y cuya construcción responde a la suscripción popular, hasta que llega la primera imagen de La Candelaria, procedente de Italia, la cual fue buscada en lancha en Puerto Cabello por Ramón Sarmiento. La imagen se bendijo el 1° de febrero de 1922, vísperas de las fiestas patronales.

## Festividades de la Parroquia Punta Cardón
- Día del Comerciante (2 de enero)
- Día de Nuestra Señora de la Candelaria (2 de febrero)
- Festividades de San José (19 de marzo)
- Día de Punta Cardón (19 de abril)
- Día de la Cruz de Mayo (3 de mayo)
- Día de Los Locos (28 de diciembre)
- Semana del Preescolar
- Semana de la Literatura
- Semana de la Música